# بودن، آلبرتا
بودن، آلبرتا (به انگلیسی: Bowden, Alberta) یک منطقهٔ مسکونی در کانادا است که در آلبرتا واقع شده‌است. بودن ۱٬۲۴۰ نفر جمعیت دارد و ۹۹۱ متر بالاتر از سطح دریا واقع شده‌است.